# Sterling (марка)
Sterling — торговая марка автомобилей, продававшихся в США и Канаде североамериканской компанией Austin Rover Cars (позже переименованной в Sterling Motor Cars), подразделением компании Rover Group в Великобритании. Автомобили продавались с 1987 по 1991 год в Северной Америке. В течение этого периода британская компания Rover сотрудничала с японской компанией Honda. В модельный ряд входили Sterling 825, Sterling 827 и Sterling Oxford Edition.

## Модельный ряд
Единственная модель Sterling — 800, являвшаяся ребеджингом Rover 800, но с другими спецификациями, адаптированными для североамериканского рынка. В США и Канаде автомобиль продавался только с бензиновым двигателем V6.

### 825 и 827
В 1987—1988 годах продавался только седан 825 (комплектации S или SL). В 1989 году в модельный ряд был добавлен хетчбэк 827. Изначально автомобили продавались в комплектациях S, SL, SL Limited или SLi, с 1990 года — в комплектациях S, Si, SL или SLi, а с 1991 года — в комплектациях Si или SLi.

### Oxford Edition
В 1990 году было выпущено ограниченное количество экземпляров Oxford Edition на базе седана Sterling 827 SL.

## Галерея

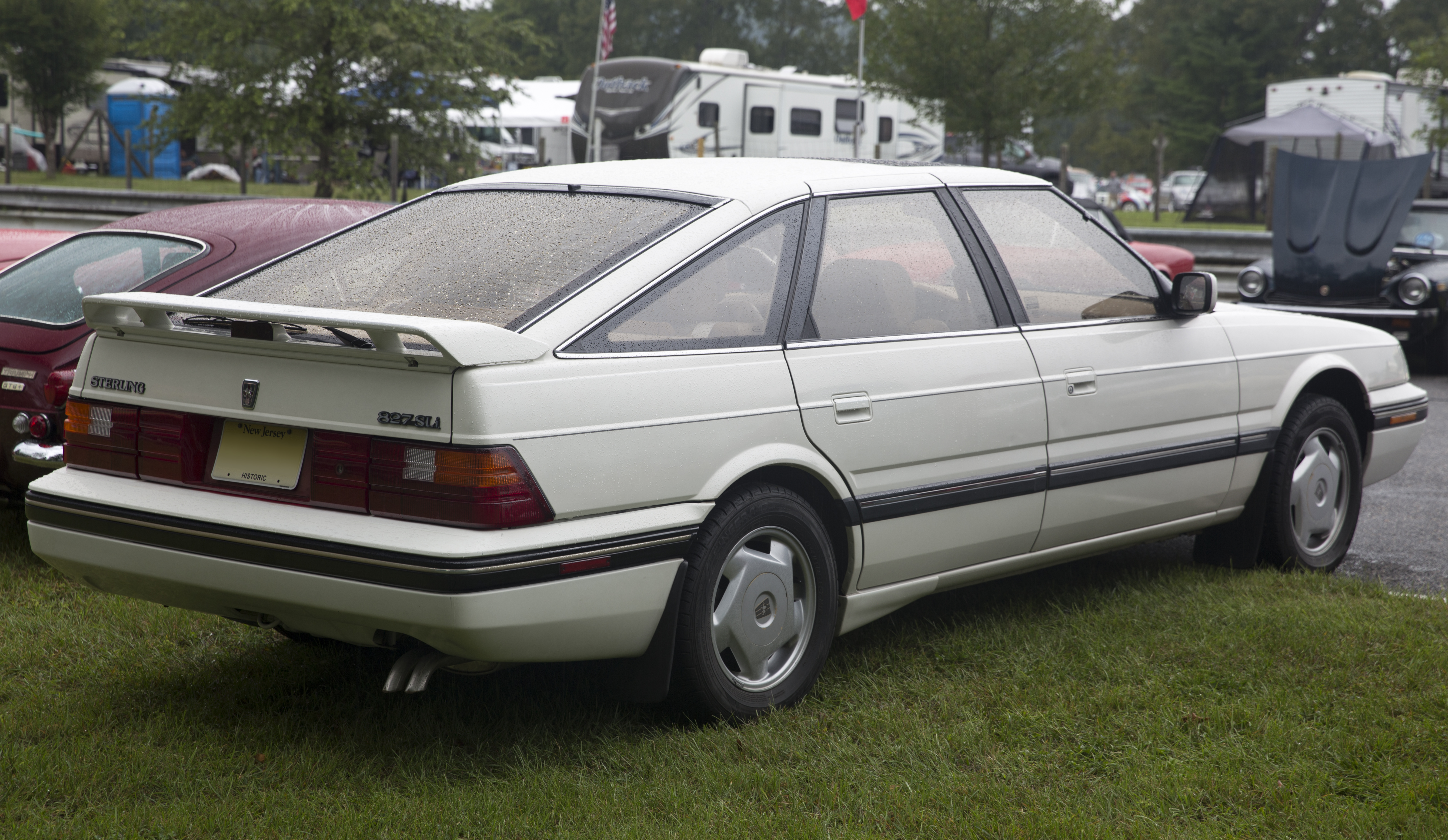
1989 Sterling 827 SLi (хетчбэк)
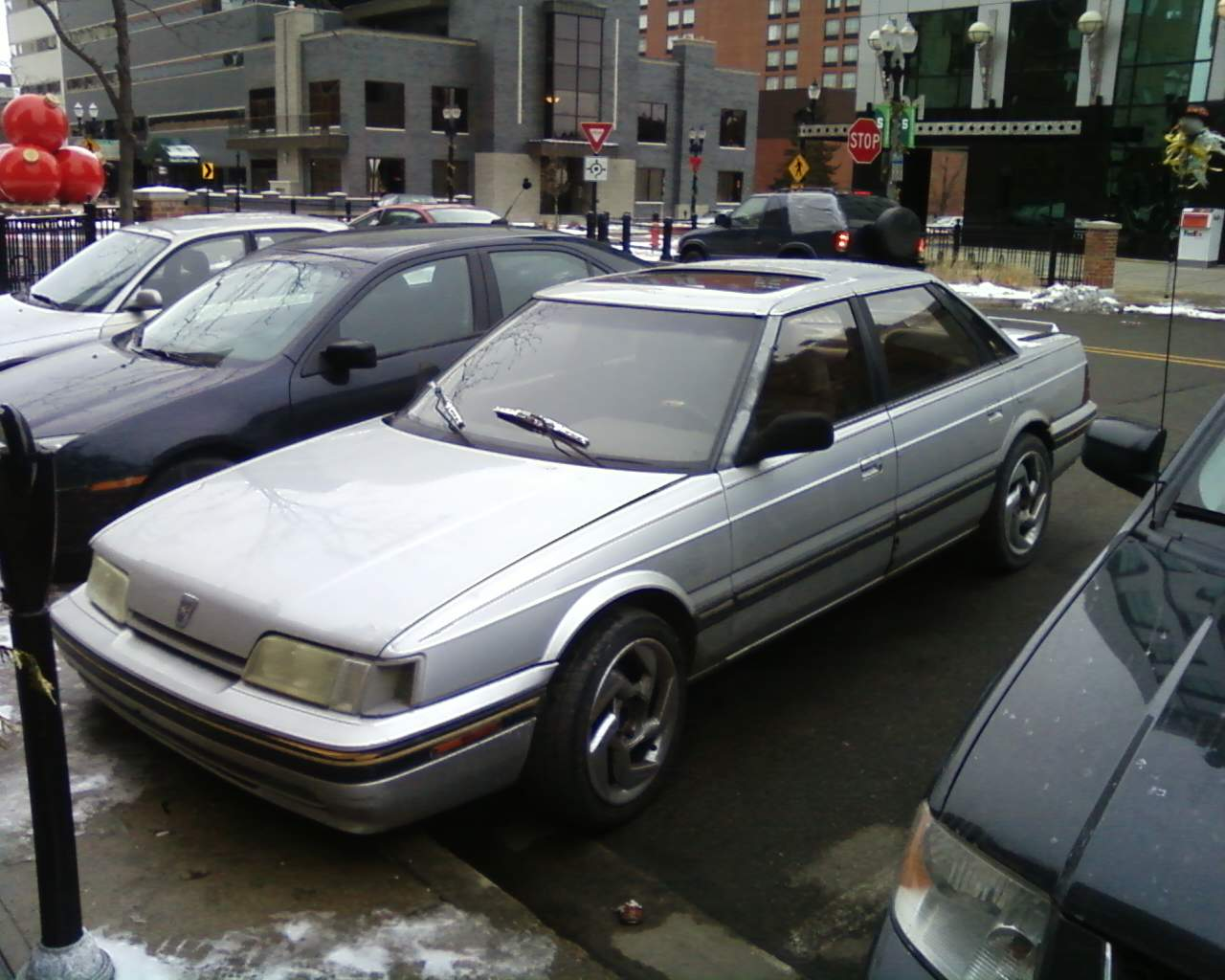
Sterling 825 (седан)
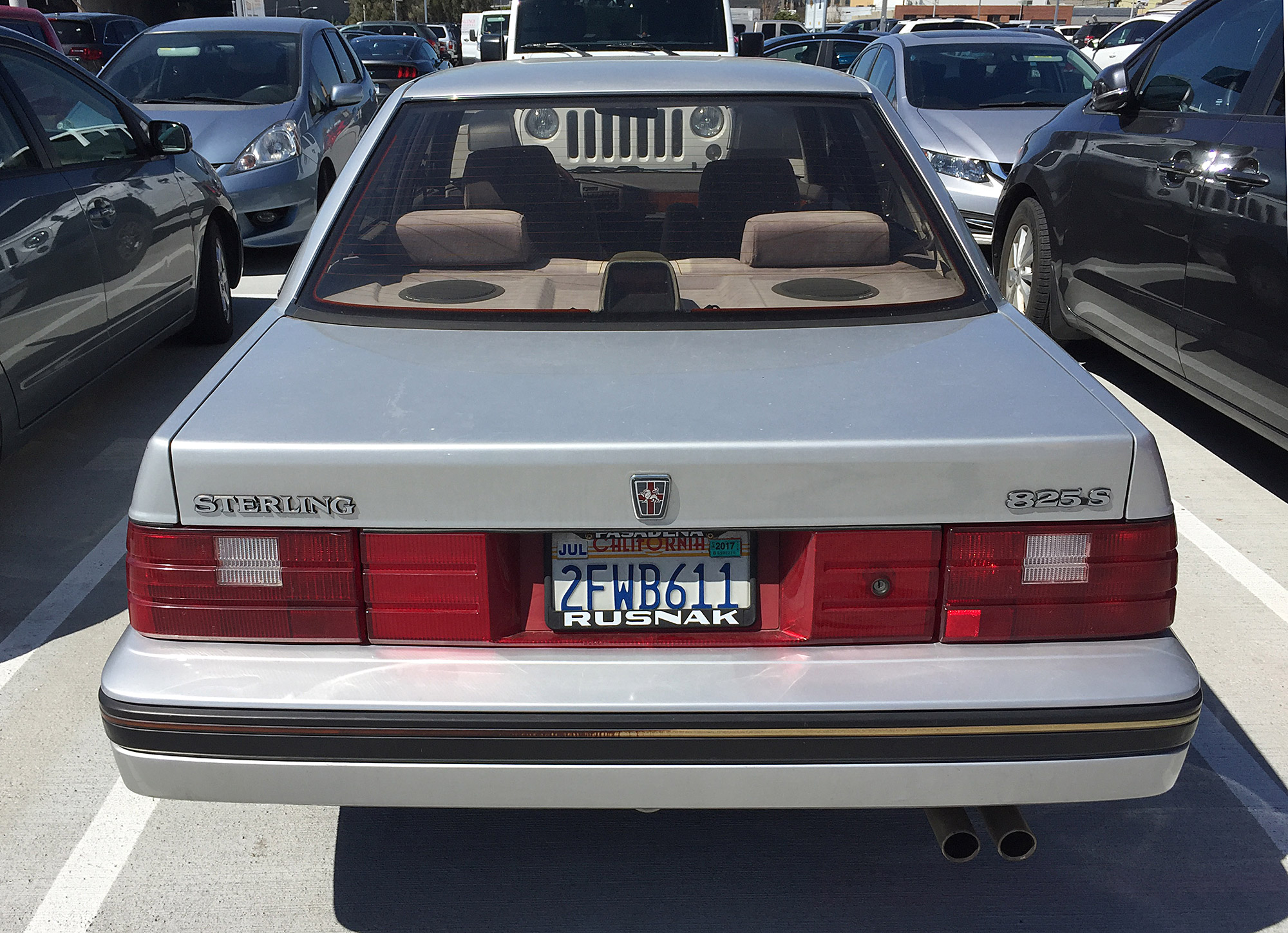
Sterling 825S

## Продажи
| Год  | Продажи в США |
| ---- | ------------- |
| 1987 | 14,171        |
| 1988 | 8,901         |
| 1989 | 5,907         |
| 1990 | 4,015         |
| 1991 | 2,745         |